# Potrero de Guadalupe
Potrero de Guadalupe är en ort i Mexiko.   Den ligger i kommunen Dolores Hidalgo och delstaten Guanajuato, i den centrala delen av landet, 260 km nordväst om huvudstaden Mexico City. Potrero de Guadalupe ligger 2 008 meter över havet och antalet invånare är 117.
Terrängen runt Potrero de Guadalupe är huvudsakligen platt, men västerut är den kuperad. Terrängen runt Potrero de Guadalupe sluttar österut. Runt Potrero de Guadalupe är det ganska tätbefolkat, med 96 invånare per kvadratkilometer. Närmaste större samhälle är Dolores Hidalgo, 14,7 km norr om Potrero de Guadalupe. Trakten runt Potrero de Guadalupe består i huvudsak av gräsmarker.